# Spinicaudata
Spinicaudata es un orden de crustáceos branquiópodos del orden Diplostracos.

## Lista de taxones inferiores
- Familia Asmussiidae [2]
- Familia Cyzicidae Stebbing, 1910
- Familia Estherielidae [2]
- Familia Ipsilonidae [2]
- Familia Leaidae [2]
- Familia Leptestheriidae Daday, 1923
- Familia Limnadiidae Baird, 1849
- Familia Pemphilimnadiopsidae [2]
- Familia Vertexiidae [2]
- Superfamilia † Afrograptioidea
  - Familia † Afrograptidae

Nombre clasificado
- - Género † Anomalonema
  - Género † Estheriella
  - Género † Euestheria Depéret & Mazeran, 1912
  - Género † Paraleaia
  - Género † Quadriamusium